# 平涅
平涅，是匈牙利杰尔-莫雄-肖普朗州所辖的一个村。总面积8.65平方公里，总人口334，人口密度38.6人/平方公里（2011年1月1日）。